# 화양초등학교 (경남)
화양초등학교는 대한민국 경상남도 창원시에 있는 공립 초등학교이다.

## 학교 연혁
- 1956년 12월 1일: 개교

## 참고 자료
- 화양초등학교 - 한국교육학술정보원 학교알리미